# علم الأمازيغ
عَلَمُ الأَمَازِيغِ هو علمٌ قوميٌّ مقترحٌ لتمثيل الأمازيغ. صاحبه هو الجزائري يوسف مذكور الذي صممه في أواخر عام 1969 مـ وهو حينئذٍ عضو في الأكاديمية البربرية في فرنسا، ليعلن عنه مع حلول عام 1970. اعتمد المؤتمر العالمي الأمازيغي في عام 1997 بمدينة لاس بلماس الإسبانية هذا العلمَ بوصفه علما قوميا للأمازيغ.
يحكي يوسف مذكور أن فكرة إحداث علمٍ للأمازيغ واختيار ألوانه جاءته في أثناء زيارته للمشرق العربي في عام 1967. ويعبّر يوسف مذكور أن إنشاءه لعلم الأمازيغ «هو أول خطوة في سبيل إقامة دولة خاصة بهم تشمل كل الوطن الأمازيغي وتأسيس جمهورية أمازيغية مكانَ الدول العربية القائمة.» وفي رواية أخرى، يقول أحمد الدغرني وهو قومي أمازيغي مغربي وأحد مؤسسي المؤتمر العالمي الأمازيغي أن العلم من تصميم رسام إسباني من جزر قنارية.

## تاريخ
في سبعينيات القرن الماضي قامت الأكاديمية البربرية بتقديم العلم إلى مجموع الجمعيات والمنظمات المدافعة عن حقوق الأمازيغ بشمال أفريقيا. وفي عام 1998 تبنى المؤتمر العالمي الأمازيغي العلم بمدينة لاس بلماس بجزر الكناري.

## وصف العلم
لهذا العلم المقترح شكل مستطيل يساوي عرضُه ثلثَيْ طولِه وهو مكون من ثلاثة أشرطة أفقية متساوية العرض ومتباينة اللون وهي من الأعلی نحو الأسفل باللون الأزرق فالأخضر فالأصفر، ويتوسط هذا المستطيلَ حرفٌ طارقيٌّ باللون الأحمر يقابل حرفَ الزاي.
|                        | الأزرق      | الأخضر     | الأصفر     |
| ---------------------- | ----------- | ---------- | ---------- |
| النموذج اللوني الثلاثي | 0-153-204   | 153-204-51 | 255-229-19 |
| النموذج اللوني الرباعي | 100-25-0-20 | 25-0-75-20 | 0-10-93-0  |
| ألوان الويب            | #0099CC     | #99CC33    | #FFE513    |
| نموذج بنتون            | 195c        | RAL 1024   | RAL 1026   |

## الدلالات
يقول الامازيغ[من؟] أن العلم الأمازيغي لا توجه سياسي له انما وجد لتوحيد الامازيغ بعلم واحد يمثلهم في قومية موحدة هي تامزغا. وهي عبارة عن خريطة مبسطة لشمال افريقيا
كل لون يرمز لمنطقة في بلاد تمازغا أي شمال أفريقيا أو المغرب الكبير:
- الازرق يرمز إلى السماء.
- الاخضر إلى انعكاس الجبال على البحر والمحيط.
- الاصفر يرمز إلى الرمل.

اما الحرف ياز ⵣ فهو يرمز إلى الرجل الحر.